# Sofular, Saray
Sofular là một xã thuộc huyện Saray, tỉnh Tekirdağ, Thổ Nhĩ Kỳ. Dân số thời điểm năm 2011 là 314 người.